# إيفيريت براون
إيفيريت براون (بالإنجليزية: Everette Brown)‏ هو لاعب كرة قدم أمريكية أمريكي، ولد في 7 أغسطس 1987 في غرينفيل في الولايات المتحدة.

## وصلات خارجية
- الموقع الرسمي
- إيفيريت براون على موقع مرجع كرة القدم المحترفة.كوم (الإنجليزية)